# Stane Špegel
Stane Špegel, slovenski glasbenik, skladatelj, avtor multimedijskih vsebin  in glasbeni urednik, * 1964.
Tujina ga pozna pod umetniškima imenomoma HouseMouse in Monom. Od 2004 ima status samostojnega kulturnega delavca.

## Življenjepis
Stane Špegel, znan tudi kot Monom, HouseMouse in Stanislav, je že več kot štiri desetletja aktiven na slovenski umetniški sceni kot skladatelj, instrumentalist, producent in ustvarjalec multimedijskih vsebin. Izdal je 26 samostojnih albumov, ki pokrivajo širok spekter glasbenih stilov, ter 11 albumov kot član različnih skupin (The Stoj, Fuzzit, Amfibia, Neurobic, BioNet, Dig, Kissik itd.). Kot član kolektiva Microtrip je v zadnjih petindvajsetih letih nastopal na vseh večjih festivalih elektronske in eksperimentalne glasbe v Srednji Evropi. Njegove skladbe so izšle na več domačih in mednarodnih glasbenih zbirkah, ustvaril pa je tudi remikse tujih umetnikov, kot so Air, Jamez, Chris Liebing, Sestre, Elevators in Eric Satie. Na mednarodnih glasbenih tekmovanjih je prejel več nagrad.
Poleg glasbenega dela se Stane ukvarja tudi s produkcijo glasbenih oprem za gledališke in plesne predstave ter javne dogodke. Pripravil je že več kot dvajset samostojnih glasbeno-vizualnih predstav/razstav, ki združujejo njegove skulpture, grafike, reliefne krajine in video filme z avtorsko glasbo. V letu 2007 je za projekt Odsevi in odmevi prejel posebno priznanje Gospodarske zbornice Slovenije za inovativen pristop k povezovanju umetnosti in gospodarstva. Njegovi video filmi so bili prikazani na več domačih in mednarodnih video festivalih. Stane je tudi soscenarist, režiser in avtor številnih političnih, kulturnih, modnih in športnih dogodkov.
Stane je tudi oblikovalec vizualnih komunikacij, fotograf, video snemalec in montažer, oblikovalec spletnih strani in urbani bio kmetovalec. Od leta 1991 do leta 2019  je bil glasbeni urednik na Radiu Celje. 
Mestna občina Velenje ga izbere za kulturnega ustvarjalca leta 2022.
Stane Špegel je član skupin: The Stroj, Fuzzit, Kissik, MOST, Amfibia in Neurobic.
SAMOSTOJNE RAZSTAVE
2000 MC Velenje 2001 MC Celje 2001 Pixxelpoint Nova Gorica 2002 Festival elektronske glasbe Celje 2002 MC Velenje 2003 Likovni salon Celje 2003 Multimedijski center Kibla Maribor 2003 Festival elektronske kulture Celje 2003 Razstavišče Barbara Velenje 2004 Leplac Šempeter 2006 Galerija Velenje 2006 Razstavišče 360 Velenje 2007 Razstavišče 360 Maribor 2007 Multimedijski Center Kibla Maribor 2007 Razstavišče 360 Celovec 2007 Mestna galerija Šoštanj 2007 Likovni salon Celje 2008 Galerija Velenje 2008 Galerija sodobne umetnosti Celje 2009 Galerija Velenje 2012 Multimedijski center Kunigunda Velenje 2015 Velenjski grad 2016 Muzej premogovništva Slovenije 2017 Velenjski grad 2018 Dom kulture Velenje 2018 Muzej premogovništva Slovenije 2019 Galerija lepote Velenje 2020 galerija Fbunker Velenje 2021 Velenjski grad 2022 Galerija Fbunker Velenje  2022 Fakulteta za računalništvo in informatiko Ljubljana   2023 Delavski dom Trbovlje
PREDSTAVE
2000 TransFormArs 2004 EuroEnter 2004 ComputerWare 2006 Odsevi in odmevi 2006 Sprave sprave 2007 Tudi jaz bi rad bil Celjan 2008 Spome(j)niki 2009 Avdio2Video 2009 Spome(j)niki 2 & Sprava 2009 Jutri=zdaj 2010 Video balet - Voda pleše 2010 Chopin po velenjsko 2011 iMAGINARNE eSENCE 2013 Tito nas gleda 2013 RazSkrito mesto 2014 Metamorfoza 2015 ReKreativna industrija 2016 Paka - od izvira do izliva 2018 Forest Tales 2019 Listavci 2020 MOV360 2023 Kajuh via UI